# Coffea jumellei
Coffea jumellei är en måreväxtart som beskrevs av J.-f.Leroy. Coffea jumellei ingår i släktet Coffea och familjen måreväxter. Inga underarter finns listade i Catalogue of Life.